# Олександрівка (Дубенський район)
Олександрівка — колишнє село, відносилось до Малосадівської сільської ради Дубенського району Рівненської області. Знято з облікових даних в 2001 році.

## Географія
Знаходилось на Волинській височині (зокрема її частині Повчанській височині), поблизу сіл Великі Сади, Малі Сади, Великі Загірці та Кривуха. Поблизу села також знаходилась колонія Олександрівка.

## Історія
У ХІХ ст. відносилось до Дубенської волості, а за часів Польської окупації (1921—1939рр) до ґміни Дубно, а згодом увійшло до складу Дубенського району.
Коли чехи приїхали сюди (19ст.), уся місцевість була під лісом. Довелося дещо розкорчовувати, а граф Олександр докуповував землю для поселення, тому й назвали село на його честь.Царський уряд рекомендував чехам їхати вчити українців господарювати. І справді, чехи значно розвинули землеробство, почавши використовувати металеві плуг та борони.
На схід від села простягався казений ліс (150га). Біля того лісу розташовувався хутір Забара. На південь, до Великих Садів, були землі княгині Боратинської. На захід - землі купця Маркевича, згодом репресованого, у напрямку Тараканова, були землі графині Шувалової.
В описі Тараканівського форту вказано: 
За 4 верстви, у тій же лощині, знаходився хутір Олександрівка, а колонія Олександрівка - за 5 верств на північно-західному схилі підвищення.
Біля цього поселення в першу світову війну знаходився австрійський штаб.
У 1921 році тут було всього 24 хати і 128 жителів. Про те, що Олександрівка до 1960 року була хутором, свідчать Михайло Сліпачук та Макар Шевчук з Майдану. Дорога сільська була вимощена лісом-кругляком, ніби асфальтом.
З одного боку горбка були хати, а з іншого боку добротні сади, далі – поля. Церкви не було. Ходили молитись до Мильчі, згодом до Тараканова. Була 4-класна школа. 
На 1936 рік село входило до ґміни Дубно Дубенського повіту. 
Із журналу бойових дій 34-ї танкової дивізії (8-й мехкорпус, Південно-Західний фронт: «28 червня 1941 р. 17:00. За наказом бриг.комісара Попеля 34 ТД вдруге атакує Дубно. 67 ТП в напрямку Забрама з одним батальйоном МСП. 68 ТП атакує Дубно із заходу у напрямку Олександрівка, Ельзбецин, Кліщиха.»
«30 червня 1941 р. 34 ТД обороняється південніше і західніше Дубно… 19:00. Дивізія виводиться із бою в напрямку Олександрівка, Підлужжя, Пирятин, Адамівка, Буди, Велика Мильча.»
За адміністративним устроєм УРСР 1946 року відносилось до Великосадівської сільської ради.
У 1949-50 рр. в Олександрівці створили колгосп імені Тимошенка. 
Згодом багато хто розбирав хати і перевозив в Дубно, щоб там будуватися, а дехто доживав віку в селі.

Станом на 1989 рік в селі налічувалось 10 жителів.
Тепер хати вже розібрані, розвалені. І лише закинутий цвинтар нагадує, що тут раніше жили люди.

## Пам'ятки
На окраїні села знаходяться Олександрівка (пам'ятка природи) та Олександрівка (заповідне урочище).